# Raimund Johann Abraham
Raimund Johann Abraham (Lienz, 23 luglio 1933 – Los Angeles, 4 marzo 2010) è stato un architetto austriaco.

## Opere

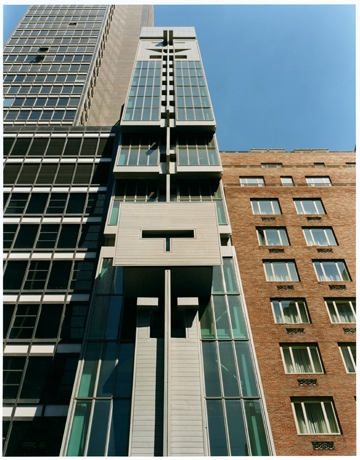
Istituto culturale austriaco, New York

### Disegni
Di seguito la serie di disegni che ha immaginato per varie città:
- 1962 – Compact cities
- 1965 – Mega bridges
- 1966 – Air ocean city
- 1966 –  Universal city
- 1967 – Radar cities

### Costruzioni
- 1993-2001 – Istituto culturale austriaco (New York)
- 1998-1999 – Sede bancaria (Lienz)